# Omicron Leonis
Omicron Leonis (ο Leo, ο Leonis), conosciuta anche con il nome tradizionale di Subra, è una stella binaria situata nella costellazione del Leone di magnitudine apparente 3,53 e distante 130 anni luce dalla Terra.

## Osservazione
Si tratta di una stella situata nell'emisfero celeste boreale, ma grazie alla sua posizione vicino all'equatore celeste può essere osservata da tutte le regioni della Terra. Nei pressi del circolo polare artico appare circumpolare, mentre resta sempre invisibile solo in prossimità dell'Antartide. Essendo di magnitudine 3,53 la si può osservare anche dai piccoli centri urbani senza difficoltà, sebbene un cielo non eccessivamente inquinato sia maggiormente indicato per la sua individuazione.

## Caratteristiche fisiche
Subra è una stella binaria le cui componenti sono così vicine che non possono essere risolte con un telescopio, ma solo mediante spettroscopia. La componente principale, Subra A, è una gigante gialla di tipo spettrale F9, avente una massa più che doppia di quella solare e una luminosità 40 volte superiore. La secondaria è una stella bianca di sequenza principale un po' meno massiccia della primaria e 15 volte più luminosa del Sole.
Separate l'una dall'altra da solo 0,17 UA orbitano attorno al comune centro di massa ogni 14,5 giorni in un'orbita quasi circolare. Entrambe le stelle sono classificate come stelle a linee metalliche, che presentano una maggiore abbondanza di elementi pesanti rispetto alla norma, ma con una minor abbondanza di calcio e scandio. 